# Querelle médicale de 1765 en France sur la grossesse
Le point de départ de la querelle médicale de 1765 en France sur la grossesse
fut une discussion médico-légale. M. de Villeblanche, conseiller au Parlement de Bretagne, était intéressé à faire déclarer bâtard un enfant posthume, pour conserver un héritage à certains collatéraux. Quand cet enfant naquit, sa mère, Renée de Villeneuve, était veuve depuis dix mois et vingt jours; avait-il droit à la succession paternelle ? Telle fut l'origine du procès. Cette cause fit quelque bruit, surtout à cause des altercations qu'elle ne tarda pas à provoquer au sein du monde médical.

## Pour la possibilité des grossesses prolongées

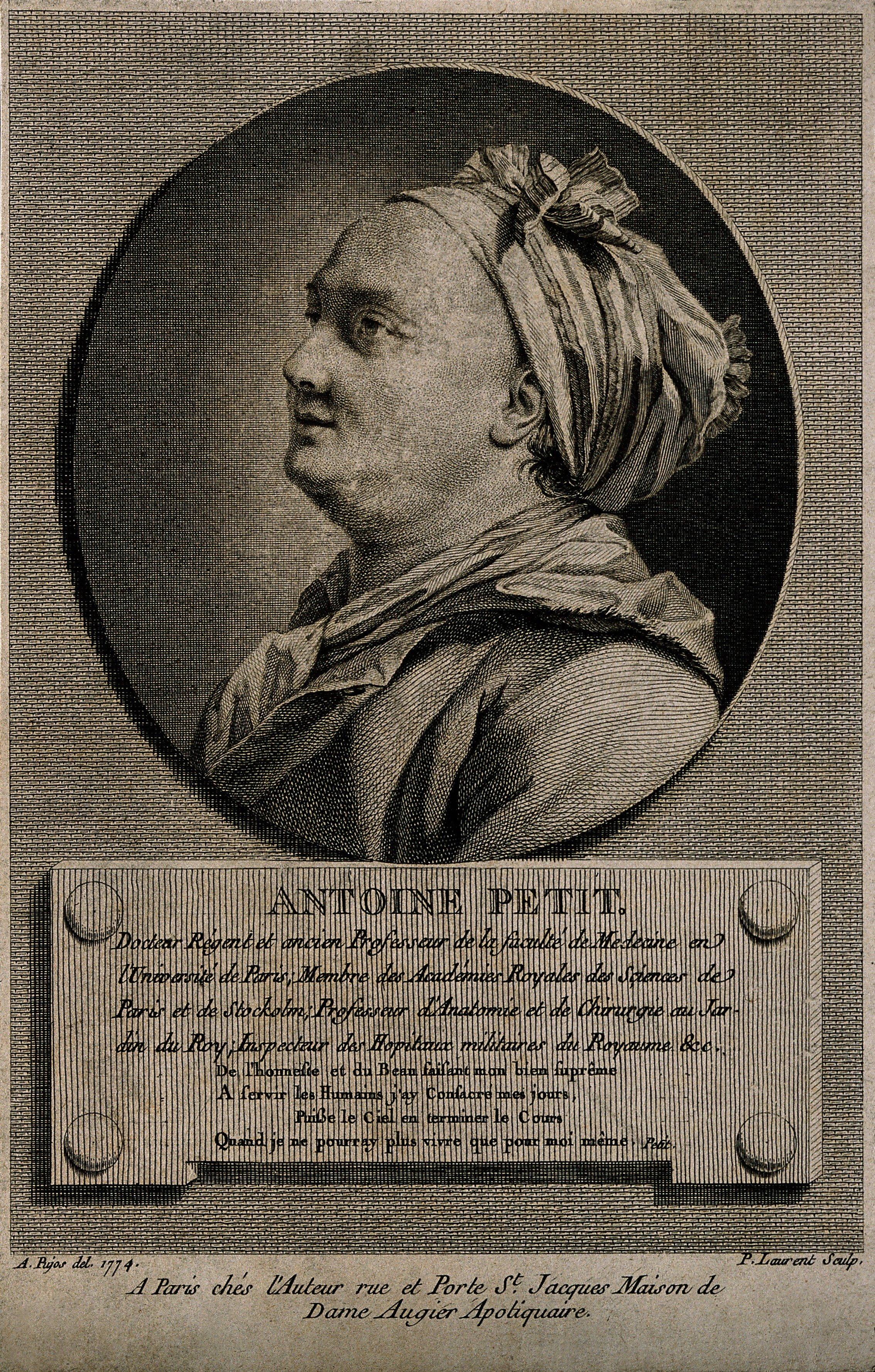
Gravure d'Antoine Petit par A. Pujos d'après P. Laurent (1774)

Antoine Petit, membre de l'Académie des sciences, admit la possibilité des grossesses prolongées et publia à l'appui de sa thèse un Recueil de pièces relatives à la question des naissances tardives. Exupère Joseph Bertin, Jean-Baptiste-Louis Chomel (1709-1765), Jacques Tenon, Jean Le Bas (1717-1797), furent du même avis, ainsi que Jacques Barbeu du Bourg, qui publia en 1765, à Amsterdam, ses Recherches sur la durée de la grossesse et le terme de l'accouchement. 

### Arguments de Barbeu du Bourg

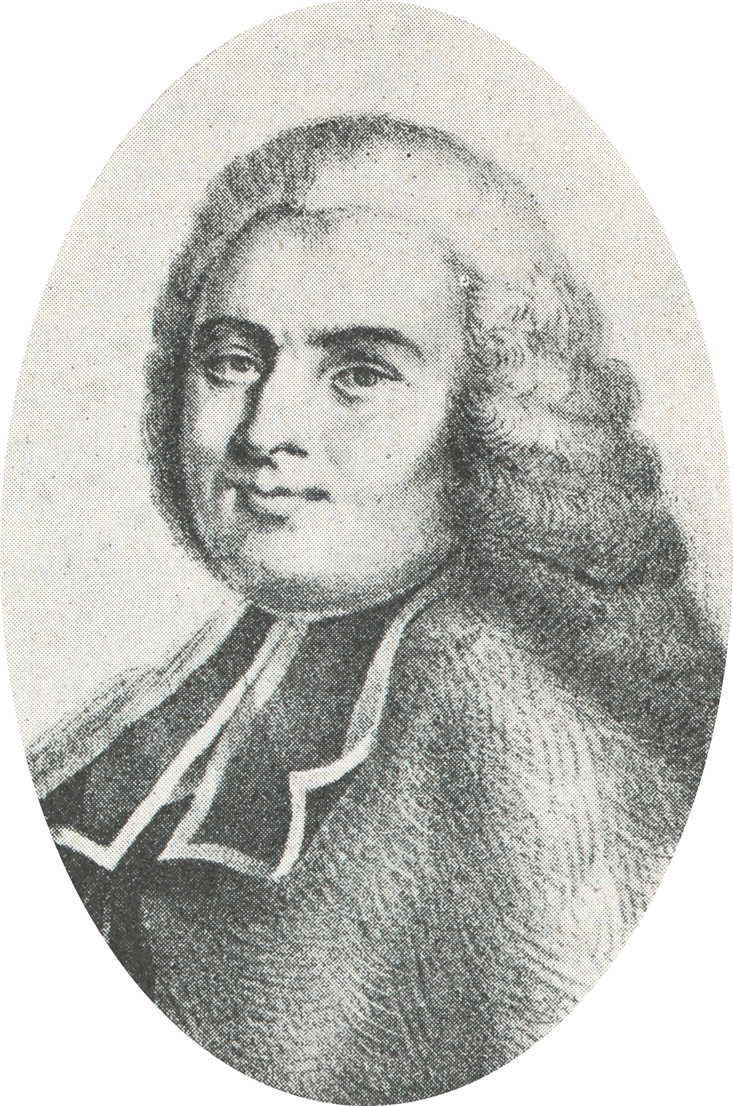
Jacques Barbeu du Bourg

Barbeu du Bourg soutient dans ses Recherches sur la durée de la grossesse et le terme de l'accouchement que la grossesse peut se prolonger au-delà du neuvième mois. D'abord il invoque des raisons physiques, et il lui suffit d'énumérer les causes qui provoquent le travail pour montrer qu'elles peuvent se manifester prématurément ou tardivement : parmi ces causes, les unes sont accidentelles, comme les traumatismes, les fatigues, etc.; les autres sont naturelles et tiennent tantôt aux conditions physiologiques dans lesquelles se trouve la mère (Barbeu insiste tout particulièrement à ce point de vue sur le retour de l'époque du processus cataménial), tantôt à l'état du fœtus. Ses organes se développent dans l'ordre de ses besoins, et nous n'avons aucune notion précise sur le temps qu'exige leur formation : il n'est pas illogique de penser que leur genèse peut se ralentir, leur fonctionnement se prolonger, retardant ainsi le terme de la grossesse. 

« C'est seulement lorsque les parties appropriées au fœtus ne sont plus en état d'exercer librement leurs fonctions, ou que la place qu'il occupe n'est plus tenable pour lui, ou que la source d'où il tire ses sucs nourriciers est tarie, qu'il lui faut périr ou naître. »

— Jacques Barbeu du Bourg, Recherches sur la durée de la grossesse et le terme de l'accouchement
En second lieu, Barbeu du Bourg passe au relevé et à la critique des faits observés : la difficulté de connaître la date exacte de la conception est telle, les symptômes qui marquent les divers stades de la gravidité sont si incertains, que l'échéance classique des neuf mois n'est rien moins que prouvée; il croit donc pouvoir admettre, avec Aristote, Harvey, Haller et Buffon, que la prolongation de la grossesse jusqu'au onzième mois est rarissime, mais possible, et qu'il y en a eu des exemples authentiques.
En fin de compte, il expose en faveur de son opinion quelques probabilités tirées des variations très grandes et bien constatées qu'on observe dans la durée de l'incubation des oiseaux et du développement des œufs d'insectes, des germes végétaux. Il prend bien soin de remarquer en terminant que rien dans la jurisprudence ne contredit sa thèse, et que par conséquent les jurisconsultes, en s'abstenant de se prononcer, ont admis implicitement que le terme de la grossesse peut être retardé de façon à échapper à toute évaluation légale.

## Contre la possibilité des grossesses prolongées

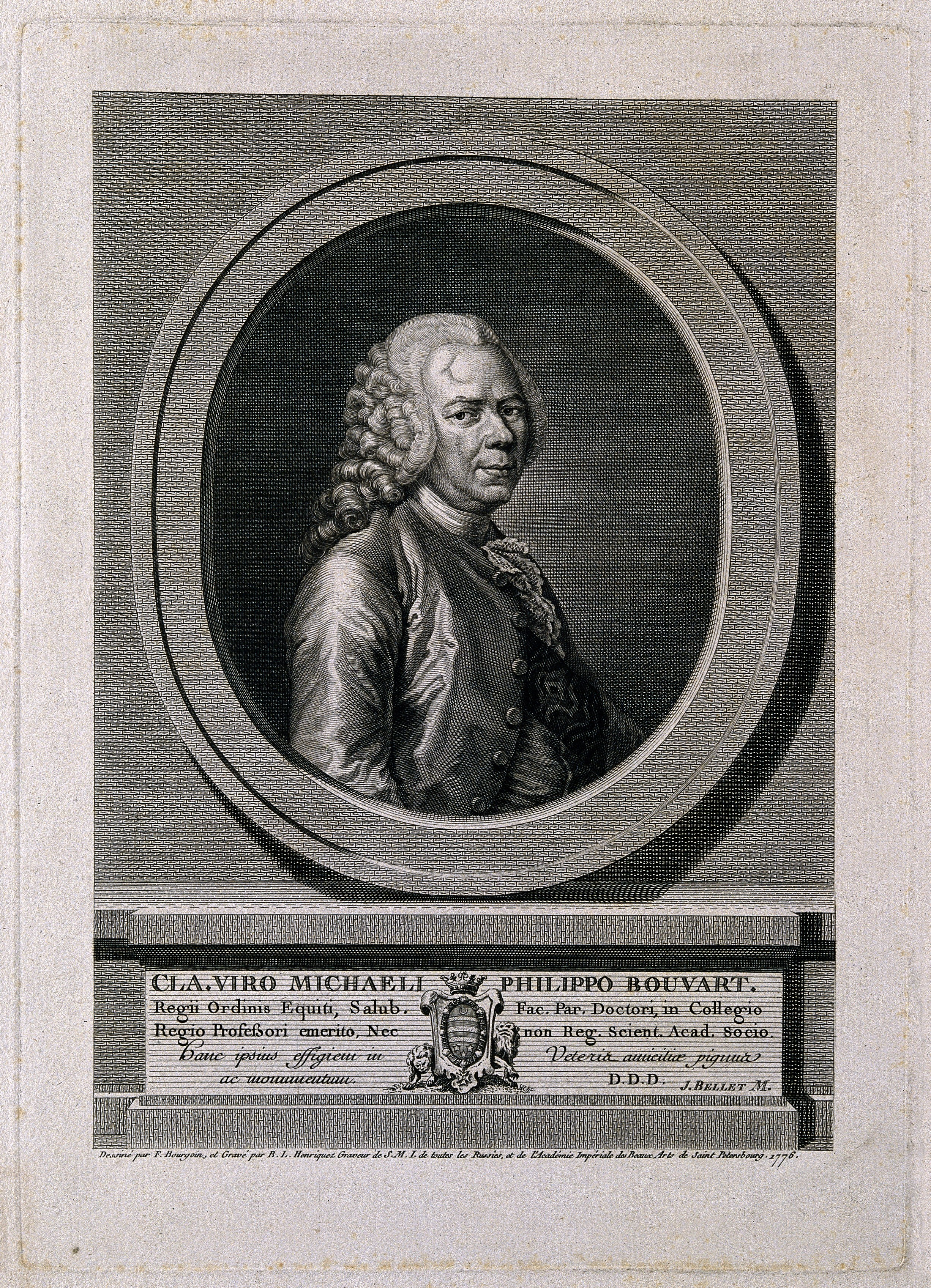
Gravure de Michel Philippe Bouvart par B. L. Henriquez d'après F. Bourgoin (1776)

D'autre part, Antoine Louis et Jean Astruc restaient partisans de la fixation du terme à neuf mois. Le médecin Michel-Philippe Bouvart, très combatif, probablement en sa qualité de chevalier de l'ordre de Saint-Michel, se rangea de leur côté et prit très violemment à partie les dissidents. Il alla même jusqu'à composer en 1770 un libelle contre Antoine Petit. Antoine de Sartine le fit appeler, lui demanda des explications, et, sur son refus, l'avertit qu'il allait faire saisir son factum. Bouvart sortit et le prévint en allant retirer lui-même le ballot de chez le libraire. Quand la police arriva, le corps du délit avait disparu. 
Mais ces procédés n'attirèrent pas beaucoup de sympathies au délinquant, et Grimm parle en fort mauvais termes de « ce Bouvart, tueur privilégié sur le pavé de Paris, [qui], quand il a expédié ses malades dans l'autre monde, est bien aise de dire par passetemps des injures à ses confrères ou de leur faire même de petits procès criminels. C'est lui qui a attaqué Tronchin, qui a accusé Bordeu d'avoir volé une montre et des manchettes à un mort et qui s'est colleté avec Petit » (Correspondance littéraire, 15 décembre 1769). 
On comprendra que ce personnage n'ait pas été très sympathique à Barbeu, et cela explique les nombreuses attaques personnelles des Recherches sur la durée de la grossesse. À chaque note ce nom revient au bout d'une invective : « M. Bouvart, il faudrait réfléchir un peu avant de parler » (p.45) ; « M. Bouvart, il faut avoir perdu tout sentiment de pudeur » (p.54) ; « La raison d'Harvey s'y prête et la vôtre en est violemment offensée! M. Bouvart, votre raison et celle d'Harvey n'ont aucune analogie ensemble » (p.42).

## Source
- Paul Delaunay, Vieux médecins mayennais